# Коровай Федір Гнатович
Федір Гнатович Корова́й (нар. 26 липня 1927, Суми — пом. 6 березня 1989, Харків) — український радянський домрист і музичний педагог, професор з 1982 року. Лауреат VI-го Всесвітнього фестивалю молоді і студентів у Москві у 1957 році, низки всесоюзних та республіканських конкурсів; заслужений діяч мистецтв УРСР з 1979 року.

## Біографія
Народився 26 липня 1927 року у місті Сумах (тепер Україна). 1959 року закінчив Харківську консерваторію (клас домри Миколи Лисенка, диригування — Костянтина Дорошенка); у 1962 році — аспірантуру при Київській консерваторії (клас домри Марка Геліса). 
Впродовж 1940–1950-х років був солістом оркестру Сумського артилерійського училища; з 1951 року — артист оркестру, а з 1963 року — соліст Харківської філармонії; одночасно з 1963 року викладав у Харківському інституті мистецтв: з 1977 року — декан музично-виконавчого відділення, з 1984 року — завідувач кафедри народних інструментів. Серед його учнів були лауреати всеукраїнських конкурсів Д. Остапенко, О. Лебединський, Г. Проценко, В. Соломін.
Помер у Харкові 6 березня 1989 року.

## Репертуар
У репертуарі музиканта були твори:
- Бедржіха Сметани (2-й дует «Рідний край» з циклу «Моя Батьківщина»);
- Сергія Прокоф'єва («Пушкінський вальс»);
- Михайла Глінки («Жайворонок»);
- Миколи Будашкіна (Концерт для домри)
- а також Рейнгольда Ґлієра, Фелікса Мендельсона, Дмитра Кабалевського, Віктора Косенка та інших композиторів.